# みを
みを（miwo）とは、2021年に人文学オープンデータ共同利用センター(CODH)が開発した、iOSおよびAndroidで利用可能なモバイルデバイス向けのAIくずし字認識アプリケーションである。名称は『源氏物語』第14帖「みをつくし」に由来している。

## 機能
カメラで資料を撮影し、認識ボタンを押すことで、人工知能（AI）がくずし字を現代の文字に変換する。くずし字の認識モデルとしては、CODHが開発したKuroNet、および、Kaggleくずし字認識コンペで1位となったtascjモデルが用いられている。また、AIモデルの学習には、国文学研究資料館が作成しCODHが公開する、日本古典籍くずし字データセットが用いられた。
なお、「みを」の機能はくずし字認識に限られておらず、物体検出アルゴリズムから得たバウンディングボックスの表示、認識結果の編集、くずし字データセットの検索、他のアプリへのテキストのペーストなども可能である。

## 沿革
先行するKuroNetくずし字認識サービスは、IIIFで公開されていない資料に対応できなかったため、手持ちの資料をすぐに調査できないという課題があった。これを受けて、カラーヌワット・タリンと北本朝展は誰でも使えるスマホ対応くずし字認識アプリを開発することにした。開発に当たっては、iOSとAndroidという2つのOSに対応するため、単一のコードベースで双方のアプリを同時に開発できるFlutterフレームワークを採用した。この結果、スマホのみならず、タブレットにも対応することができた。
2021年8月末に、「みを」はiOSとAndroidの両プラットフォームで無料公開される。ダウンロード数は公開後5ヶ月で43,000回を超え、2022年10月には、公益財団法人日本デザイン振興会からグッドデザイン賞を授与された。
開発者の1人であるカラーヌワットは、2023年12月時点で「みを」のダウンロード数は15万回以上で、認識された資料画像は約200万と述べている。また、特に日本文学の授業や研究の現場において「みを」がよく使われているとも指摘している。なお、2024年10月30日の新聞記事では、ダウンロード数は19万回を超えたと語っている。
また、カラーヌワットは、開発にあたり難しかった点として「今はひらがなは1種類だが、昔は『は』なら『波』だけでなく『者』『八』など複数の漢字（字母）をくずした変体仮名が存在すること」をあげている。

## 評価

### 制約について
国立歴史民俗博物館の橋本雄太は2022年の論考で、「みを」の制約について以下のように指摘している。
また、「みを」の開発者の1人であるカラーヌワット・タリンも、2022年7月に開催されたデジタル人文学の国際学術会議 "Digital Humanities 2022" にて、「みを」の課題は機械学習の学習用データセットが江戸期の刊本に偏っていることと指摘しており、その対策として「みんなで翻刻」との連携や，国立国会図書館の光学文字認識（OCR）成果物活用によるデータ収集の可能性に言及した。

### 活用について
橋本雄太は「みを」の活用状況について「Twitterでは『みを』のユーザーが『#miwoapp』というハッシュタグを付けて利用レポートを投稿しており、日本画家や家系研究者、筆跡研究家など、様々な背景の人々が『みを』を利用してくずし字資料の解読に取り組んでいることがうかがえる」と指摘しており、「みを」開発者の1人である北本朝展も同様に「SNSで話題になるなど反響が大きかった」と述べている。また、源氏物語を研究する法政大学兼任講師の中西智子は「小学校低学年の娘は『みを』を使うことで、ひらがなの形に興味を持った」と語っている。